# Stele van Zakkur
De Stele van Zakkur is een koninklijke stele van Zakkur, de koning van Hamath en Luhuti in de provincie Nuhašše, die rond 785 v.Chr. regeerde.
De stele werd ontdekt in 1903 bij Tell Afis 45 KM ten zuidoosten van Aleppo, op het grondgebied van de koning van Hamath. Een klein deel van de inscriptie luidt:
Ik ben Zakkur, de koning van Hamath en Luash... Bar-Harad, de zoon van Hazael, de koning van Aram, verenigd tegen mij zeventien koningen... Al dezen belegerden Hazrach... Baäl-Shamayn zei tegen mij: Wees niet bang!... Ik zal u verlossen van al [deze koningen, die] je hebben belegerd
De Bar-Harad uit het opschrift is waarschijnlijk Benhadad III, de zoon van Hazaël.
De god in de inscriptie, Baäl-Shamin, is de god van de stad Hazrach. Deze inscriptie is het vroegste Aramese bewijs van het bestaan van Baäl-Shamin.